# Jędrzej Tarło
Jędrzej (Andrzej) Tarło herbu Topór (zm. przed 5 października 1786 roku) – starosta stężycki od 1772 roku, marszałek województwa lubelskiego w konfederacji radomskiej w 1767 roku i konfederacji barskiej.
Syn kasztelana lubelskiego Karola. 
Poseł na sejm 1766 roku. W załączniku do depeszy z 2 października 1767 roku do prezydenta Kolegium Spraw Zagranicznych Imperium Rosyjskiego Nikity Panina, poseł rosyjski Nikołaj Repnin określił go jako posła właściwego dla realizacji rosyjskich planów na sejmie 1767 roku. Poseł na sejm 1767 roku z województwa lubelskiego.